# Ștefan Deaconu
Ștefan Deaconu (n. 2 noiembrie 1974) este profesor de drept constituțional la Facultatea de Drept a Universității din București, avocat în cadrul Baroului București, președinte al Curții de Arbitraj Comercial Internațional de pe lângă Camera de Comerț și Industrie a României și arbitru în cadrul Centrului Internațional pentru Reglementarea Diferendelor Relative la Investiți (ICSID), parte a Băncii Mondiale. În perioada 2005-2012 a deținut funcția de consilier prezidențial pe probleme juridice, șef al Departamentului constituțional-legislativ din cadrul Administrației Prezidențiale, iar între 2016 și 2018 a fost Președinte al Comisiei de arbitraj și metode alternative de soluționare a disputelor (ADR) din cadrul Comitetului Național ICC România. 

## Biografie
Ștefan Deaconu s-a născut în Municipiul Curtea de Argeș la data de 2 noiembrie 1974 absolvind în anul 1998 cursurile Facultății de Drept din cadrul Universității din București. Are studii postuniversitare la Institutul pentru Federalism din Fribourg, Elveția, la Académie Internationale de Droit Constitutionnel din Tunis și la Școala Națională de Studii Politice și Administrative din București.
Este profesor universitar și îndrumător de doctorat la Facultatea de Drept a Universității din București și director al Centrului de Drept Constituțional și Instituții Politice din cadrul aceleiași Universități; avocat în Baroul București; Președintele Curții de Arbitraj Comercial International de pe langă Camera de Comerț și Industrie a României și avocat partener în cadrul Societății de Avocați Leaua Damcali Deaconu Păunescu - LDDP. În perioada 2016-2018 a deținut și funcția de Președinte al Comisiei de arbitraj și metode alternative de soluționare a disputelor (ADR) din cadrul Comitetului Național ICC România. Este arbitru în cadrul Centrului Internațional pentru Reglementarea Diferendelor Relative la Investiți (ICSID), parte a Băncii Mondiale; arbitru în cadrul Curții de Arbitraj Economic și Comercial Internațional din China (CIETAC) și în cadrul Curții de Arbitraj Comercial Internațional de pe lângă Camera de Comerț și Industrie a Republicii Moldova.
Ștefan Deaconu este unul dintre avocații care au reprezentat Statul Român în dosarul arbitral internațional ,,Roșia Montană'' (ICSID Case No. ARB/15/31 soluționat favorabil pentru Statul Român, cu o valoare de peste 6 miliarde euro și avocat în alte trei dosare internaționale câștigate de Statul Român la nivel internațional (Hassan Awdi, Enterprise Business Consultants, Inc. and Alfa El Corporation v. Romania, ICSID Case No. ARB/10/13 cu o valoare de peste 400 milioane euro; Ioan Micula, Viorel Micula and others v. Romania, ICSID Case No. ARB/14/29 cu o valoare de 2 miliarde euro și Fin.CO.Ge.Ro. vs Romania cu o valoare de peste 300 milioane USD).
Este membru al Asociației Internaționale de Drept Constituțional, membru titular al Academiei de Științe Juridice din România, membru în consiliile științifice ale revistelor Dreptul, Revista de Drept Constituțional, Revista Română de Studii Electorale și Curierul Judiciar precum și membru în Consiliul Național de Atestare a Titlurilor, Diplomelor și Certificatelor Universitare.
Este decorat cu ,,Ordinul Coroanei’’ în grad de ,,Mare Ofițer’’ de M.S. Albert II, Regele Belgiei (2009) și cu Ordinul Național ,,Steaua României’’ în grad de ,,Cavaler’’ de Președintele României (2009). A primit Premiile ,,Anibal Teodorescu’’  în 2023 și ,,Vespasian Pella’’ în 2006 ale Uniunii Juriștilor din România și Diplomă de onoare acordată de Uniunea Juriștilor din România pentru lucrarea ,,Constituția României. Comentariu pe articole’’.
Ca recunoaștere a prestigiului său profesional, este membru în Consiliul științific al mai multor Reviste de specialitate din domeniul dreptului, printre care: Revista ,,Dreptul’’; Revista de Drept Constituțional; Revista Română de Studii Electorale; Revista de Drept Public sau Revista ,,Curierul Judiciar’’.
Ștefan Deaconu vorbește fluent limbile engleză și franceză.

## Lucrări publicate (selecție)
- Codex Constituțional (Editura Cartier, 2024) - coautor
- Parlamentul României în jurisprudența Curții Constituționale a României (Editura CH Beck, București, 2023) - coautor
- După 30 de ani Justiția constituțională în România (Editura Humanitas, București, 2023) - coautor
- The Policies of the European Union from a Central European Perspective (CEA Publishing, Miskolc-Budapest, 2022) - coautor
- Drept constituțional (Editura CH Beck, București, 2011, 2013, 2017, 2020, 2022, 2025)
- Instituții politice (Editura CH Beck, București, 2012, 2015, 2017, 2020, 2022, 2025)
- Constituția României. Comentariu pe articole (Editura CH Beck, București, 2008, 2019, 2022) - coautor
- Sistemul electoral și referendumul în jurisprudența Curții Constituționale (Editura CH Beck, București, 2022) - coautor
- Președintele României în jurisprudența Curții Constituționale a României (Editura CH Beck, București, 2021) - coautor
- Autoritatea judecătorească în jurisprudența Curții Constituționale a României (Editura CH Beck, București, 2021) - coautor
- Ghid de utilizare a Regulilor de procedură arbitrală a Curții de arbitraj comercial internațional de pe lângă CCIR (Editura Wolters Kluwer România, București, 2020) - coautor
- Drepturile și libertățile fundamentale în jurisprudența Curții Constituționale (Editura CH Beck, București, 2019) - coautor
- Votul la români. O incursiune în evoluția sistemelor electorale din România (Editura CH Beck, București, 2019) - coautor
- Ghidul ICCA pentru interpretarea Convenției de la New York din 1958. Un ghid pentru judecători (ICCA, 2018)
- Integritatea în spațiul public și privat/Integrity in Public and Private Space (Editura CH Beck, București, 2017) - coautor
- Arbitration in Romania. A Practitioner’s Guide (Editura Kluwer International, 2016) - coautor
- Semi-presidentialism across Continents: A Dialogue between Asia and Europe (Taiwan, 2015) - coautor
- Codex constituțional. Constituțiile statelor membre ale Uniunii Europene (Editura Monitorul Oficial, București, 2014) - coautor
- The Use of Foreign Precedents by Constitutional Judges (HART Publishing, Oxford and Portland, Oregon, 2013) - coautor
- Răspunderea în dreptul constituțional (Editura CH Beck, București, 2007) - coautor
- Coalitions of the Unwilling? Politicians and Civil Servants in Coalition Governments ( NISPAcee, Bratislava, 2005) - coautor
- Alegerile și corpul electoral (Editura All Beck, București, 2005) - coautor
- Principiul bunei vecinătăți în dreptul românesc (Editura All Beck, București, 2005)
- La science du droit. Realitès et perspectives (Ed. V.I.S. Print, București, 2004) - coautor
- Cetățenia europeană (Editura All Beck, București, 2003) - coautor
- Drept constituțional și instituții politice. Caiet de seminarii (Editura All Beck, București, 2001, 2002) - coautor
- Revizuirea Constituției (Ed. Lumina Lex, București, 2002) - couator
- The legal science. Realities and perspectives (Editura Muntenia & Leda; Propeller-Verlag, Berlin, 2001) - coautor
- Tratatele României cu vecinii (Editura Lumina Lex, București, 2001)

Ștefan Deaconu este autor a peste 30 de cărți și a peste 50 articole pe teme juridice în domeniul dreptului, publicate în diferite reviste de specialitate din România și din străinătate.